# Neuropsychopharmacology
Neuropsychopharmacology ist eine wissenschaftliche Fachzeitschrift, die 1987 bis 2002 vom Elsevier-Verlag und seit 2003 von der Nature Publishing Group veröffentlicht wird. Die Zeitschrift ist ein offizielles Publikationsorgan des American College of Neuropsychopharmacology und erscheint derzeit (Stand 2013) mit 13 Ausgaben im Jahr. Es werden Arbeiten veröffentlicht, die sich mit molekularen und zellulären Grundlagen von Agenzien, die auf das Zentralnervensystem wirken, beschäftigen.
Der Impact Factor lag im Jahr 2014 bei 7,048. Nach der Statistik des ISI Web of Knowledge wird das Journal mit diesem Impact Factor in der Kategorie Neurowissenschaften an 19. Stelle von 252 Zeitschriften, in der Kategorie Pharmakologie und Pharmazie an elfter Stelle von 254 Zeitschriften und in der Kategorie Psychiatrie an elfter Stelle von 140 Zeitschriften geführt.

## Weiterführende Literatur
- R. Feldman et al.: Principles of Neuropsychopharmacology. Sunderland, MA 1997.